# 斷層跡

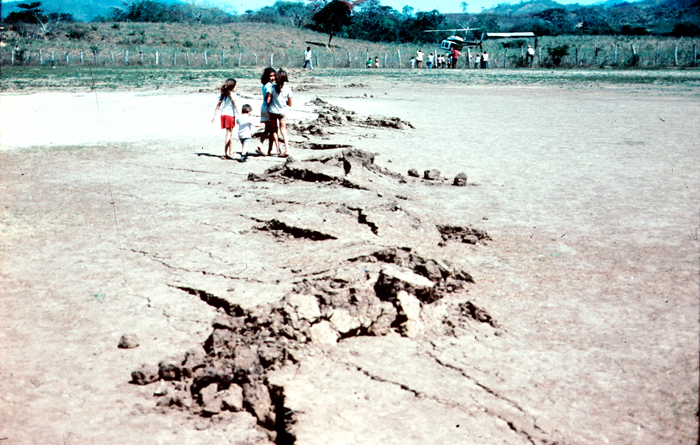
1976年危地馬拉地震造成Motagua 斷層，它的痕跡穿過 Gualán 足球場。 這種鋸齒狀斷層跡被稱為“鼴鼠跡”，它最易在硬及脆性地面產生

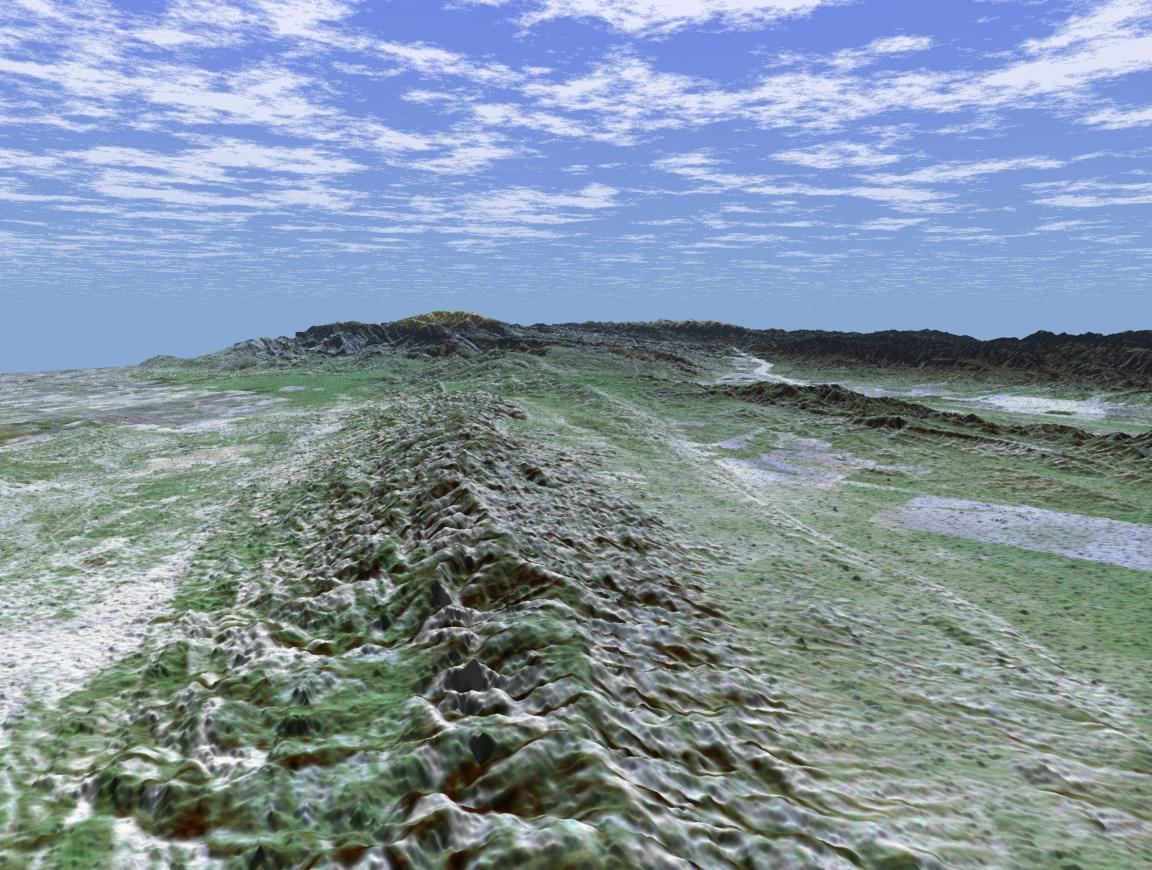
聖安德烈亞斯斷層是沿加利福尼亞州貝克斯菲爾德附近Temblor Range山脈的山底延伸。 斷層跡是山脊右側的線狀特徵

斷層跡（英語：Fault trace）是指斷層與地球表面的交匯處痕跡，看起來像地球表面的裂縫，有是有向外突出的鋸齒狀岩石結構。斷層跡也指在地質圖上代表斷層的位置和分佈。 在地震期間，地殼往往會發生裂縫。而裂縫兩側的地塊往往發位移，就造成斷層。其位移可能是水平或垂直的分離。沿裂縫兩側的地塊稱為斷塊 。

## 不同斷層造成的斷層跡
斷層可以通過斷塊之間的相對運動來區分。
走滑斷層其兩側斷塊之間運動主要是水平的，垂直分離通常不多。 其斷層運動是平行於斷層跡，通常是由下伏板塊構造引起的。 這些斷層跡通常可由地面上的線性特徵來識別，例如柵欄線或小溪流被錯開。 由照片可看出柵欄綫被錯開一米或兩米，在它們之間有空隙。 在自然界中，線狀特徵並不常見，但可以幫助識別斷層等地質特徵。
當斷層的運動是垂直於斷層跡時，就有沿傾角方向的分離。 也就是說，斷塊彼此之間會被拉開或彼此被推擠。 這就是傾滑斷層。傾角方向的分離會導致斷塊之間的垂直分離。 若受拉伸力，則造成一個斷塊塊下降，若受擠壓力，則造成一個斷塊被推到另一斷塊的上部。 這些斷層活動也是受區域板塊構造引起的。 這種垂直分離也能造成斷層崖，並曝露前被掩埋的斷層跡。

## 綫索證據

### 斷層崖

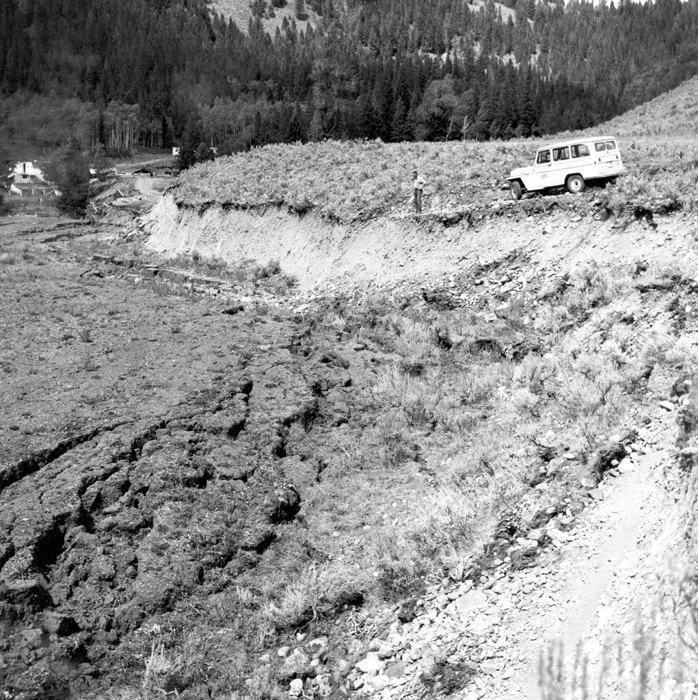
Red Canyon斷層崖

斷層崖是由兩個斷塊之間的垂直活動引起的陡坡。 它的高度大到幾米小至幾厘米，而高度小的斷層崖會土石流和侵蝕迅速抹平。

### 植被變化
隨著斷層的活動，地表的物質都會受到干擾。 也會導致不同礦物組成的岩石和沈積物以及流體被帶到地表。 使周圍的土壤含不同的營養物質和元素。這就導致植被的明顯變化並形成斷層痕跡。

### 綫理
不僅斷層痕蹟有大尺度的線性特徵，在岩石樣本或岩石表面上也可看出斷層痕蹟。擦痕面就是一種岩石相互磨削而成的線條。研究擦痕面可指示斷層及其運動方向。

### 地形變化
與斷層崖類似，地形高度變化通為斷層的指標。 斷層活動的能使，一部分土地下降或向上推，這就在地形上留下明顯的線性斷層跡指標。

### 里德爾剪刀
Riedel 剪切結構是一種在剪切帶內。 早期斷層發育的結構。當它們沿線性方向相互連接時，就形成完整的斷層結構。
地質圖上的斷層跡
在地質圖上，斷層跡被繪製成線。 并標示傾角方向、傾角、斷層類型和斷層的運動方向。